# Biographical Memoirs of the National Academy of Sciences
Biographical Memoirs of the National Academy of Sciences (укр. Біографічні мемуари Національної академії наук), часто скорочено: BMNAS — академічний журнал з історії науки, що випускається один раз на рік Національною академією наук США (NAS) з 1877 року та представляє біографії а також бібліографії науковців-членів Академії. Ця серія річних томів, що є аналогом британського видання Biographical Memoirs of Fellows of the Royal Society вважається авторитетним і «важливим представником серед біографічних серій».
Біографії науковців у серії написані членами Академії, що були добре обізнані з діяльністю суб'єкта, і написані після його смерті. Кожна публікація містить біографію, світлину і копію підпису науковця. Найновіші біографії (близько 1900) також знаходяться у вільному доступі онлайн.